# Rete telefonica
Una rete telefonica è una rete per telecomunicazioni adibita al servizio di telefonia.
In particolare le reti telefoniche moderne realizzano prevalentemente la telefonia elettrica, in particolare nelle loro tratte terminali. In alcune tratte possono invece realizzare la telefonia ottica basata sulla comunicazione in fibra ottica, in particolare per quanto riguarda le tratte principali della rete telefonica generale. Reti telefoniche basate sulla telefonia meccanica sono invece tecnologicamente superate.

## Tipi
Le reti telefoniche si possono classificare in due tipi principali rispetto all'utenza:  
- rete telefonica pubblica;
- rete telefonica privata.

Rispetto all'installazione degli apparecchi telefonici terminali della rete telefonica vi sono invece i due tipi principali:
- rete telefonica fissa;
- rete telefonica mobile.

Rispetto al collocamento delle stazioni telefoniche della rete telefonica si distinguono invece i due tipi principali:
- rete telefonica cellulare;
- rete telefonica satellitare.

### Rete telefonica pubblica
Una rete telefonica pubblica è una rete telefonica il cui uso è offerto a chiunque sia interessato. Nell'espressione "rete telefonica pubblica" l'aggettivo "pubblico" non è quindi inerente alla proprietà della rete telefonica, ma all'utenza telefonica. Una rete telefonica pubblica può infatti essere di proprietà dello Stato ma anche di privati cittadini. In particolare normalmente la proprietà è di un'impresa il cui capitale può essere completamente privato, completamente dello Stato, oppure in parte privato e in parte dello Stato. L'uso della rete telefonica pubblica normalmente è a pagamento e può avvenire attraverso una singola utenza telefonica privata, cioè riservata ad un sottoscrittore dell'utenza telefonica (individuo, società, organizzazione, ecc.), oppure attraverso una singola utenza telefonica pubblica, per la quale non c'è invece un sottoscrittore dell'utenza telefonica essendo questa a disposizione di chiunque. In quest'ultimo caso si parla di "telefonia pubblica".
Nei primi decenni della telefonia elettrica (quindi a partire dagli anni ottanta del XIX secolo) esistevano moltissime reti telefoniche pubbliche sparse per tutto il mondo e non interconnesse fra loro. Col passare dei decenni, un numero sempre maggiore di reti telefoniche pubbliche sono state interconnesse fra loro aumentando così sempre di più il bacino di utenti servito dalla stessa rete telefonica pubblica. Si è passati quindi da reti telefoniche pubbliche serventi piccole e grandi città, a reti telefoniche pubbliche serventi intere aree geografiche di una nazione, fino ad arrivare a reti telefoniche pubbliche serventi intere nazioni. Oggi, infine, tutte le reti telefoniche pubbliche del mondo sono interconnesse tra loro formando quella che è chiamata "rete telefonica generale", la più grande rete per telecomunicazioni del mondo, coprente l'intero pianeta più capillarmente di Internet, un'altra rete per telecomunicazioni planetaria che gli è seconda in termini di grandezza.

### Rete telefonica privata
Una rete telefonica privata è una rete telefonica il cui uso è riservato ai suoi proprietari ed, eventualmente, ad altre persone autorizzate dai proprietari. Anche nell'espressione "rete telefonica privata" l'aggettivo "privata" non è quindi inerente alla proprietà della rete telefonica ma all'utenza telefonica. Per quanto riguarda la proprietà della rete telefonica privata, vale infatti quanto già detto per la rete telefonica pubblica: una rete telefonica privata può essere di proprietà di privati cittadini e/o dello Stato. La grandezza di una rete telefonica privata può variare di molto. Si va dalla rete telefonica residenziale destinata a servire i componenti di un nucleo familiare, alla rete telefonica aziendale destinata a servire i suoi dipendenti, alla rete telefonica geografica destinata a servire i dipendenti di un'azienda, di un'organizzazione, o di un'istituzione aventi più sedi distanti fra loro. Una rete telefonica privata comunque, quasi sempre, è interconnessa con la rete telefonica generale. In tal modo gli utenti della rete telefonica privata possono comunicare con persone situate in tutto il mondo.

### Rete telefonica fissa
Una rete telefonica fissa è una rete telefonica i cui apparecchi telefonici terminali (telefono, segreteria telefonica, telefax, modem, ecc.) sono installati in un luogo. L'aggettivo "fisso" viene usato anche in riferimento a tali apparecchi telefonici. Si parla quindi di "apparecchio telefonico fisso" e in particolare di "telefono fisso". Normalmente anche la maggior parte degli impianti telefonici di una rete telefonica fissa vengono installati in un luogo. Fanno eccezione eventuali tratte della rete telefonica fissa realizzate con ponti radio satellitari (propri della telefonia satellitare) i quali fanno uso di impianti telefonici installati su satelliti per telecomunicazioni.

### Rete telefonica mobile
Una rete telefonica mobile è una rete telefonica i cui apparecchi telefonici terminali (telefono, segreteria telefonica, telefax, modem, ecc.) non sono installati in un luogo. Gli impianti telefonici della rete telefonica mobile invece possono essere installati in un luogo come non esserlo. La moderna rete telefonica mobile, nelle tratte di rete raggiungenti gli apparecchi telefonici terminali, realizza la radiotelefonia ed è quindi chiamata, più specificatamente, "rete telefonica radiomobile".
Una rete telefonica mobile è realizzata mediante una rete di telecomunicazione cellulare. Normalmente la rete telefonica cellulare viene realizzata mediante la radiotelefonia e per realizzare reti telefoniche mobili. In tal caso si parla quindi, più specificatamente, di "rete telefonica radiomobile cellulare". Le prime reti telefoniche radiomobili cellulari integrate nella rete telefonica generale sono state disponibili a partire dagli anni settanta del XX secolo. Le prime in assoluto, realizzate negli Stati Uniti d'America, erano basate sul sistema di telefonia cellulare Advanced Mobile Phone System. Da tale sistema è derivato il Total Access Communication System, uso per realizzare reti telefoniche radiomobili cellulari in Europa. Le reti telefoniche radiomobili cellulari integrate nella rete telefonica generale hanno raggiunto una diffusione di massa negli anni novanta del XX secolo con l'avvento dei sistemi di telefonia cellulare di seconda generazione come il GSM.

### Rete telefonica satellitare
Una rete telefonica satellitare è una rete telefonica realizzata mediante una rete di telecomunicazione satellitare. Normalmente la rete telefonica satellitare viene realizzata mediante la radiotelefonia. Se la rete telefonica satellitare, realizzata mediante la radiotelefonia, è anche una rete telefonica mobile, allora è chiamata, più specificatamente, "rete telefonica radiomobile satellitare". Le prime reti telefoniche radiomobili satellitari integrate nella rete telefonica generale sono state disponibili a partire dalla fine degli anni ottanta del XX secolo. La loro disponibilità ebbe grande risalto in tutto il mondo quando Peter Arnett, con un telefono satellitare, il 16 gennaio 1991, dalla terrazza dell'hotel Al-Rashid di Baghdad, annunciò al mondo l'inizio dell'operazione Desert Storm.

## Caratteristiche

### Strato fisico di una rete telefonica
I segnali vocali vengono trasdotti con un microfono in segnali elettromagnetici già presso le utenze (attraverso i telefoni) ed immessi nella rete fissa per contatto diretto (attraverso il doppio cavo telefonico) o irradiati (attraverso un'antenna) e captati dalle antenne ricettrici sparse per il territorio (traffico in uscita di un apparecchio); viceversa per quello in entrata essi giungono come onde elettriche o elettromagnetiche ai telefoni e lì trasdotti in onde meccaniche (sonore) da un altoparlante. Per i tratti della rete a traffico più intenso il segnale elettrico viene spesso trasdotto in segnale ottico ed immesso in una rete di cavi in fibra ottica.

### Linea telefonica
Per linea telefonica s'intende, generalmente, un servizio offerto da un operatore telefonico, specificato dal relativo contratto sottoscritto da un cliente. La dizione è solitamente usata per il servizio di telefonia fissa anche se, in qualche caso, è impiegata pure per le altre tecnologie. In pratica, la linea telefonica è l'applicazione concreta di un servizio telefonico.
La linea telefonica è un concetto di tipo logico che non va confuso con la linea fisica (cioè il mezzo trasmissivo, ad esempio il doppino di rame della rete analogica tradizionale). Si tratta della soluzione tecnico-commerciale erogata dall'operatore in termini di: numero utenza, standard telefonico (POTS, ISDN, ADSL, ecc.), funzioni e prestazioni, opzioni integrative, modo d'uso, tariffe, ecc. Questo può riguardare anche il tipo di connessione fisica.
Per traslazione si impiega il termine "linea telefonica" anche quando si vuole significare, concretamente, la disponibilità o il funzionamento di un servizio telefonico specifico, tipo nelle espressioni "non c'è linea", "la linea è disturbata", "hanno tagliato la linea", "occorre aggiungere un'altra linea" e analoghe.
Quando applicabile, una linea telefonica può concretizzarsi in "linea voce", "linea dati", "linea fax".

### Canale di telefonia
Considerando una banda lorda di 4 kHz, per il teorema del campionamento di Shannon-Nyquist, si avrà un campionamento a 8000 simboli/sec e dunque moltiplicando per 8 bit per simbolo si ottiene un canale digitale standard senza compressione dati pari a 64Kbit/sec.

## Organizzazione del traffico telefonico
Per gestire il traffico telefonico di onde elettriche lungo la rete dei cavi telefonici, esse devono trasportare all'inizio della comunicazione l'informazione sul destinatario, il suo indirizzo telefonico: a tal pro si suddivide il territorio di competenza dell'operatore (la ditta che connette fisicamente in modo automatizzato gli utenti) in aree geografiche con diversi codici e si assegna ad ogni utenza all'interno dell'area un numero univoco (locale).
Nella maggior parte degli Stati il traffico telefonico è stato organizzato e gestito almeno all'inizio da una compagnia telefonica nazionale; per questo le aree geografiche corrispondono quasi ovunque ad aree amministrative statali (province, contee, ecc.). In Italia si parla di distretti telefonici, che in alcuni casi non coincidono esattamente con una provincia, ma ne comprendono solo una parte ed al tempo stesso comprendono parti di altre province (ad esempio il distretto di Milano). Anche per organizzare il traffico telefonico mondiale è stato assegnato ad ogni Stato un codice di selezione internazionale. Di solito ci si riferisce a questi codici chiamandoli prefissi telefonici (nazionali ed internazionali), perché vengono digitati prima del numero locale. In Italia la distribuzione dei codici locali è decisa nel piano regolatore telefonico nazionale (vige quello del 2000) mentre a livello mondiale le decisioni sono state prese dall'Unione Internazionale delle Telecomunicazioni.

### Distribuzione dei numeri telefonici
In generale bastano 10 cifre per individuare una qualsiasi utenza di uno Stato, perché nessuno Stato della terra può verosimilmente arrivare ai 10 miliardi di abitanti come pure di utenze telefoniche (9 999 999 999 abitanti = 10 cifre: 0.987.654.321); in Italia bastano 9 cifre. Un distretto con un numero di utenze sicuramente inferiore ai 10 milioni, sia attualmente, sia in una previsione a lungo termine, ha bisogno al massimo di 7 cifre (7.654.321). In un distretto contenente una metropoli invece bisogna arrivare fino alle 8 cifre (87.654.321) per consentire un numero di utenze oltre 9.999.999. Nella stima vanno considerate sia le utenze residenziali, sia quelle commerciali.
Questo spiega perché le grandi aree metropolitane (come i distretti di Roma e Milano o ancor di più quelli di megalopoli all'estero) abbiano un prefisso a 2 cifre, mentre per i distretti più piccoli ne basti uno a 3 o più cifre: per un numero nazionale di massimo 10 cifre, 2 sono di prefisso e (fino ad) 8 locali per le grandi città, 3 di prefisso e 7 locali per i distretti meno grandi e così via.
Oltre al prefisso anche le restanti cifre o gruppi di cifre da sinistra sono organizzate in maniera geografica ovvero individuano regioni geografiche via via più definite e precise fino al gruppo di cifre che identifica tutte le varie utenze della zona geografica ultima individuata.

## Evoluzione
Le reti telefoniche, nate per fornire ed usufruire esclusivamente dei servizi di telefonia, si sono progressivamente evolute ed adattate nel tempo fino ad includere reti per il trasporto di dati non vocali cioè fornendo appunto servizi integrati di telefonia e dati. La suddetta evoluzione si è raggiunta attraverso l'impiego di tecnologie diverse (l'elenco riporta le tecnologie usate per il trasferimento del segnale all'utente finale cioè nella rete di accesso, diversa invece è l'evoluzione delle tecnologie di trasporto usate all'interno della rete cioè nella rete di trasporto):
- POTS (Plain Old Telephone System) o PSTN (Public Switching Telephone Network) [0–4000 Hz lorda (300–3400 Hz)]
- IDN  (Integrated Digital Network)  [digitale, 1 solo servizio, appare analogica]
- ISDN (Integrated Services Digital Network)
- xDSL (Digital Subscriber Line)
- Broadband-ISDN  [150 Mbit/s] (non realizzata)

Storicamente la prima rete è stata quella telegrafica seguita da quella telefonica. Quest'ultima è una rete dedicata ad un servizio (la telefonata) con la possibilità di estensione a più servizi (telefax, ecc.) con l'aggiunta di dispositivi modem, ed attua una trasmissione analogica lungo il 'doppino telefonico' fino alla centrale di commutazione dove viene digitalizzata.
Successivamente si è aggiunta la Rete Internet per il trasporto di dati multimediali seguita dalle Reti Radiomobili Cellulari a banda stretta e a banda larga per servizi multimediali: TACS (1ª generazione), GSM (2ª generazione), GPRS (2.5ª generazione) EDGE (2.75ª generazione), UMTS (3ª generazione), HSPA (3.5ª generazione) e le reti Wireless fisse (Wi-Fi, Wi-Max).
La rete ISDN doveva essere sostituita con il progetto ambizioso di una rete ISDN a banda larga (Broadband ISDN) che includesse contenuti multimediali, ma è stata soppiantata dalla tecnologia xDSL.